# Honda Indy 225
Honda Indy 225 (no Brasil: Grande Prêmio do Colorado) foi disputado no Pikes Peak International Raceway. A prova fez parte do calendário da NASCAR Busch Series entre 1998 e 2005, e da da Indy Racing League entre 1997 e 2005.

## Vencedores
| Ano  | Corrida           | Vencedor         | Chassis | Motor      | Equipe                | Detalhes |
| ---- | ----------------- | ---------------- | ------- | ---------- | --------------------- | -------- |
| 1997 | Samsonite 200     | Tony Stewart     | G-Force | Oldsmobile | Team Menard           | Detalhes |
| 1998 | Radisson 200      | Kenny Bräck      | Dallara | Oldsmobile | A.J. Foyt Enterprises | Detalhes |
| 1999 | Radisson 200      | Greg Ray         | Dallara | Oldsmobile | Team Menard           | Detalhes |
| 1999 | Colorado Indy 200 | Greg Ray         | Dallara | Oldsmobile | Team Menard           | Detalhes |
| 2000 | Radisson 200      | Eddie Cheever    | Dallara | Infiniti   | Team Cheever          | Detalhes |
| 2001 | Radisson Indy 200 | Buddy Lazier     | Dallara | Oldsmobile | Hemelgarn Racing      | Detalhes |
| 2002 | Radisson Indy 225 | Gil de Ferran    | Dallara | Chevrolet  | Team Penske           | Detalhes |
| 2003 | Honda Indy 225    | Scott Dixon      | G-Force | Toyota     | Chip Ganassi Racing   | Detalhes |
| 2004 | Honda Indy 225    | Dario Franchitti | Dallara | Honda      | Andretti Green Racing | Detalhes |
| 2005 | Honda Indy 225    | Dan Wheldon      | Dallara | Honda      | Andretti Green Racing | Detalhes |